# Parijs-Tours 1961
Parijs-Tours 1961 ofwel, de 55ste editie  werd verreden op zondag 8 oktober 1961. De wedstrijd had een lengte van 267,5 kilometer, startte in Parijs en eindigde in Tours.
De Belg Joseph Wouters won de sprint.
Deze wedstrijd was onderdeel van de Super Prestige Pernod.

## Uitslag
| Plaats  | Naam              | Ploeg                     | Tijd     |
| ------- | ----------------- | ------------------------- | -------- |
| Winnaar | Joseph Wouters    | Solo-Van Steenbergen      | 6u57'53" |
| 2       | Gilbert Desmet I  | Carpano                   | z.t.     |
| 3       | Anatole Novak     | Alcyon-Leroux             | z.t.     |
| 4       | Raymond Impanis   | Faema                     | z.t.     |
| 5       | Ludo Janssens     | Solo-Van Steenbergen      | z.t.     |
| 6       | Arthur Decabooter | Groene Leeuw-SAS-Sinalco  | z.t.     |
| 7       | Michel Stolker    | Helyett-Fynsec-Hutchinson | z.t.     |
| 8       | Gustaaf Desmet    | Groene Leeuw-SAS-Sinalco  | z.t.     |
| 9       | Nino Defilippis   | Carpano                   | z.t.     |
| 10      | Jo de Roo         | Radium                    | z.t.     |

1896 · 
1897 · 
1898 · 
1899 · 
1900 · 
1901 · 
1902 · 
1903 · 
1904 · 
1905 · 
1906 · 
1907 · 
1908 · 
1909 · 
1910 · 
1911 · 
1912 · 
1913 · 
1914 · 
1915 · 
1916 · 
1917 · 
1918 · 
1919 · 
1920 · 
1921 · 
1922 · 
1923 · 
1924 · 
1925 · 
1926 · 
1927 · 
1928 · 
1929 · 
1930 · 
1931 · 
1932 · 
1933 · 
1934 · 
1935 · 
1936 · 
1937 · 
1938 · 
1939 · 
1940 · 
1941 · 
1942 · 
1943 · 
1944 · 
1945 · 
1946 · 
1947 · 
1948 · 
1949 · 
1950 · 
1951 · 
1952 · 
1953 · 
1954 · 
1955 · 
1956 · 
1957 · 
1958 · 
1959 · 
1960 · 
1961 · 
1962 · 
1963 · 
1964 · 
1965 · 
1966 · 
1967 · 
1968 · 
1969 · 
1970 · 
1971 · 
1972 · 
1973 · 
1974 · 
1975 · 
1976 · 
1977 · 
1978 · 
1979 · 
1980 · 
1981 · 
1982 · 
1983 · 
1984 · 
1985 · 
1986 · 
1987 · 
1988 · 
1989 · 
1990 · 
1991 · 
1992 · 
1993 · 
1994 · 
1995 · 
1996 · 
1997 · 
1998 · 
1999 · 
2000 · 
2001 · 
2002 · 
2003 · 
2004 · 
2005 · 
2006 · 
2007 · 
2008 · 
2009 · 
2010 · 
2011 · 
2012 · 
2013 · 
2014 · 
2015 · 
2016 · 
2017 · 
2018 · 
2019 ·
2020 ·
2021 ·
2022 ·
2023 ·
2024 ·
2025